# Guðni Jóhannesson

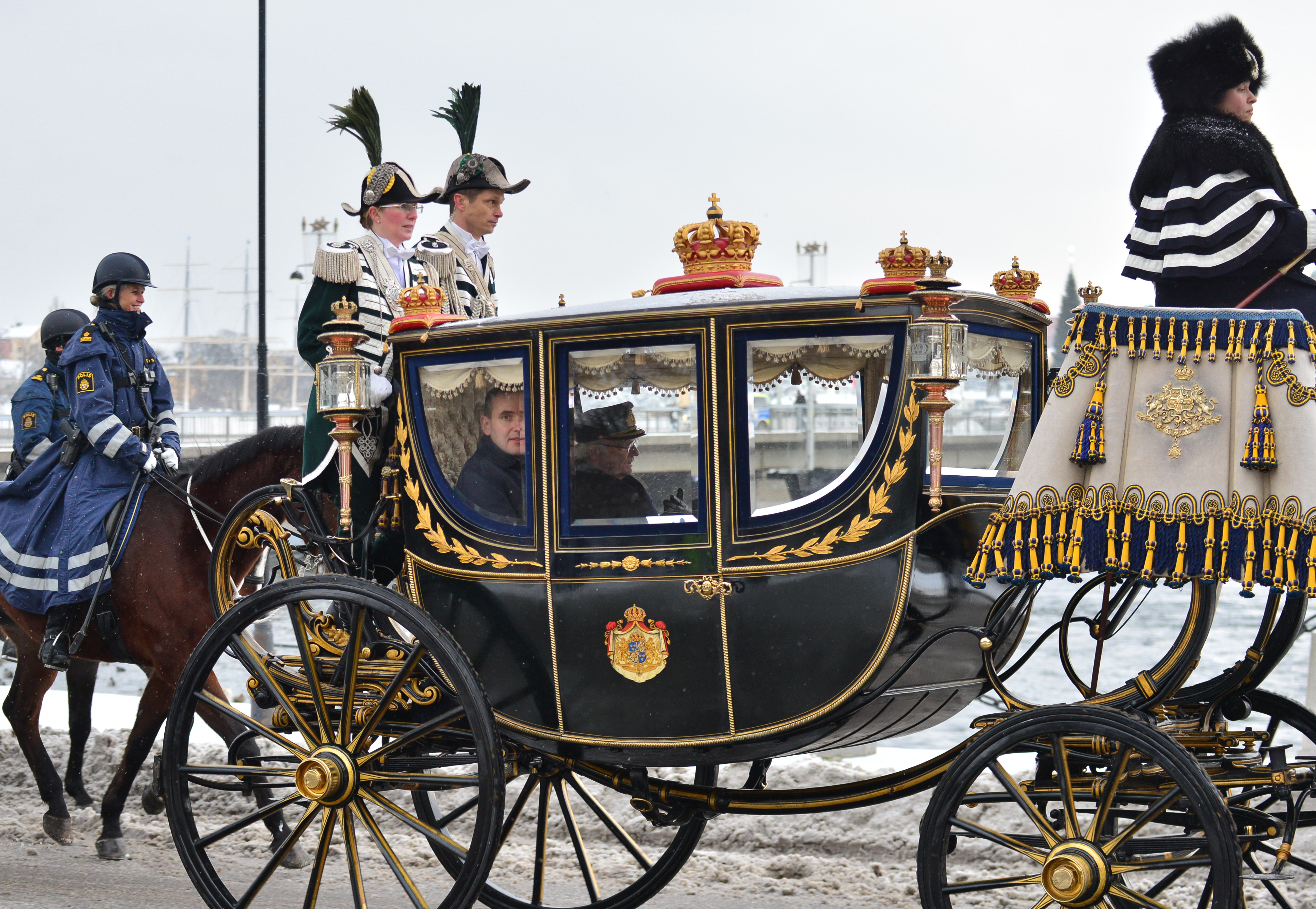
President Guðni Jóhannesson på statsbesök i Sverige i januari 2018. Kortegen passerar på Strömgatan vid Stockholms ström.

Guðni Thorlacius Jóhannesson, född 26 juni 1968 i Reykjavik, är en isländsk historiker. Han var Islands president 2016–2024.

## Biografi
Guðni gick ut från Menntaskólinn í Reykjavík 1987 och tog kandidatexamen i historia och statskunskap vid Warwick University i England 1991. Under 1997 tog han även magisterexamen i historia vid Islands universitet. Två år senare avslutade han med en Master of Studies-examen i historia vid Oxfords universitet i England.
Guðni har arbetat som lärare vid Islands universitet, Reykjaviks universitet, Bifröstuniversitetet och University of London. Han har arbetat som biträdande professor i historia vid Islands universitet och blev anställd som professor i juli 2016. Han har skrivit flera publikationer inom historia, som berörde ämnen som torskkrigen och den isländska ekonomiska kollapsen 2008. Han har därtill utgett biografier över  Gunnar Thoroddsen och  Kristján Eldjárn samt översatt flera böcker skrivna av Stephen King till isländska.
Guðni beslutade att ställa upp i isländska presidentvalet. Hans program innehöll framför allt förbättringar av lagar gällande folkomröstningar. Guðni valdes till president i juni och är den yngsta presidenten någonsin.
Efter nästan en månad av mandatperioden var det 68 procent av islänningarna som var nöjda med Guðni som president enligt en undersökning som utfördes av MMR. 
Guðni omvaldes 2020 med 92,2 % av rösterna. I januari 2024 meddelade Guðni att han inte tänker ställa upp i nästa presidentval.

### Familj
Guðnis mor Margaret Thorlacius är lärare och journalist medan hans far John Sæmundsson var idrottslärare och sportadministratör. Han har två bröder. Fadern var handbollstränare och som ung spelade även Guðni själv handboll. Hans ena bror Patrekur har spelat 241 handbollslandskamper för Islands räkning. 1983, när pojkarna fortfarande var tonåringar dog fadern i cancer.
Guðnis fru Eliza Reid är från Kanada och de har fyra barn tillsammans. Han har även dotter i ett tidigare äktenskap. 

## Böcker
- Hversu sjálfstæð þjóð eru Íslendingar ef litið er til sjálfstæðisbaráttu, inngöngu í EES og hugsanlegrar inngöngu í ESB? 15. maj 2016.
- Hver er þessi Guðni Th.? 5. maj 2016.
- Guðni lýsir yfir framboði 5. maj 2016.
- Forsetinn ætlar að svara á facebook 2016.
- 68% ánægð með nýjan forseta 5. september 2016